# الحسين بن موسى الكاظم

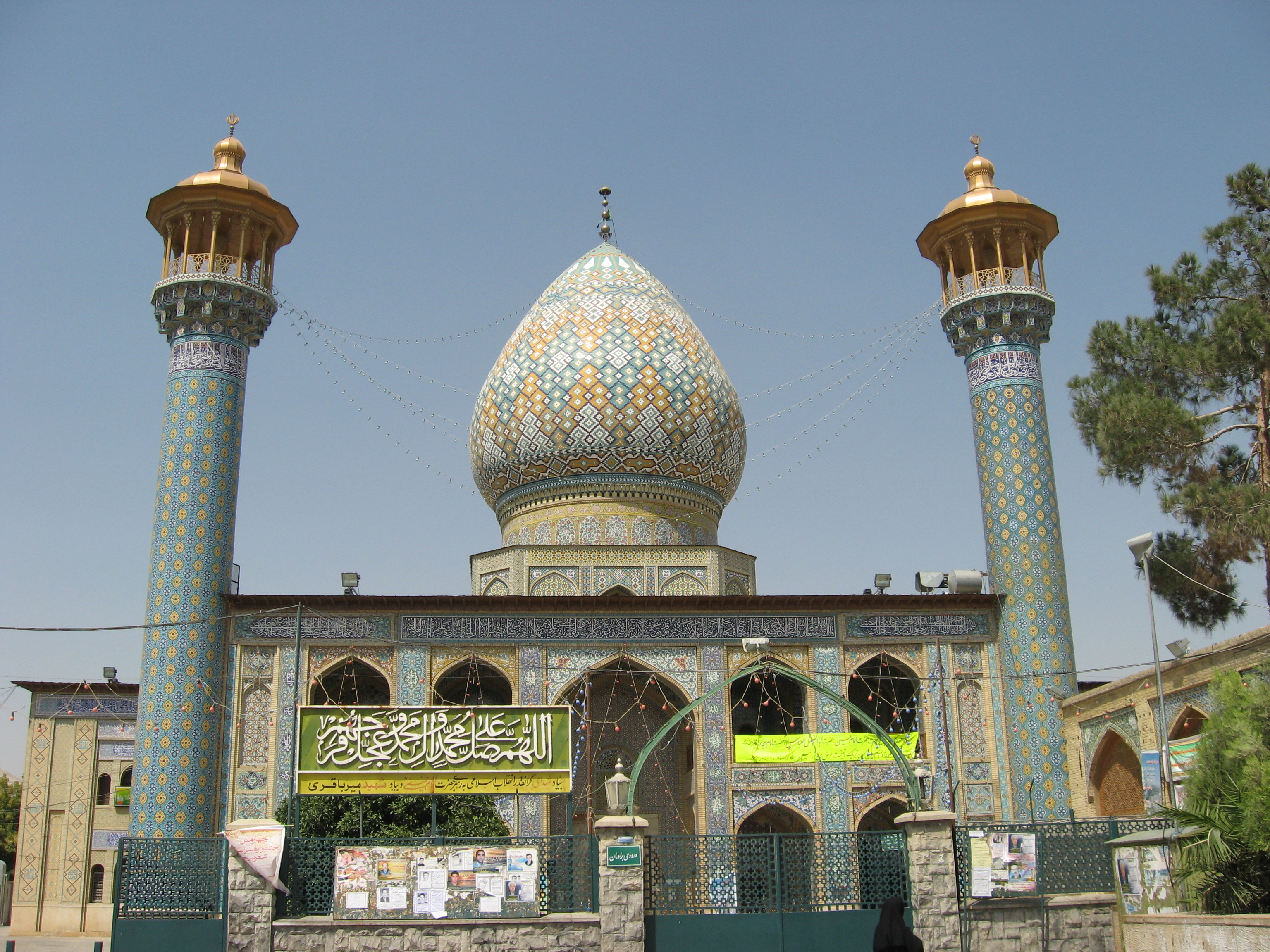
مرقد امام زاده حسين

الحسين بن موسى الكاظم المُلقب بسيد علاء الدين حسين والمعروف بحسين كوخ هو ابن موسى كاظم وشقيق علي بن موسى الرضا وأحمد بن موسى الكاظم. ولِد في المدينة المنورة وقُتل في شيراز. ويقول بعض العلماء إن مرقده في طبس يُعرف بإمامزاده حسين بن موسى كاظم.